# Сен Лазар (Квебек)
Сен Лазар (фр. Saint-Lazare) је град у Канади у покрајини Квебек. Према резултатима пописа 2011. у граду је живело 19.295 становника.

## Географија

### Клима
| Клима (Сен Лазар)  | Клима (Сен Лазар) | Клима (Сен Лазар) | Клима (Сен Лазар) | Клима (Сен Лазар) | Клима (Сен Лазар) | Клима (Сен Лазар) | Клима (Сен Лазар) | Клима (Сен Лазар) | Клима (Сен Лазар) | Клима (Сен Лазар) | Клима (Сен Лазар) | Клима (Сен Лазар) | Клима (Сен Лазар) |
| Показатељ \ Месец  | .Јан.             | .Феб.             | .Мар.             | .Апр.             | .Мај.             | .Јун.             | .Јул.             | .Авг.             | .Сеп.             | .Окт.             | .Нов.             | .Дец.             | .Год.             |
| ------------------ | ----------------- | ----------------- | ----------------- | ----------------- | ----------------- | ----------------- | ----------------- | ----------------- | ----------------- | ----------------- | ----------------- | ----------------- | ----------------- |
| [ тражи се извор ] |                   |                   |                   |                   |                   |                   |                   |                   |                   |                   |                   |                   |                   |

## Становништво
Према резултатима пописа становништва из 2011. у граду је живело 19.295 становника, што је за 13,4% више у односу на попис из 2006. када је регистровано 17.016 житеља.
| 2006.  | 2011.  |
| ------ | ------ |
| 17.016 | 19.295 |